# Szelomo Bochbot
Szelomo Bochbot (hebr.: שלמה בוחבוט, ang.: Shlomo Bohbot, ur. 8 listopada 1942 w Maroku) – izraelski samorządowiec i polityk, w latach 1992–1996 poseł do Knesetu, wieloletni burmistrz miasta Ma’alot-Tarszicha.

## Życiorys
Urodził się 8 listopada 1942 w ówczesnym Maroku Francuskim. W 1954 wyemigrował do Izraela.
Ukończył szkołę średnią. Służbę wojskową zakończył w stopniu sierżanta. Był burmistrzem miasta Ma’alot-Tarszicha.
W wyborach parlamentarnych w 1992 dostał się do izraelskiego parlamentu z listy Partii Pracy. W trzynastym Knesecie zasiadał w komisjach finansów; spraw gospodarczych oraz spraw wewnętrznych i środowiska. Stał na czele lobby na rzecz Galilei. W 1996 utracił miejsce w parlamencie.